# Anton Buttigieg
Anton Buttigieg, KUOM (em maltês:  Anton Buttiġieġ; 19 de fevereiro de 1912 - 5 de maio de 1983)  foi um político e poeta maltês. Ele serviu como o segundo presidente de Malta de 1976 até 1981.

## Biografia
Anton Buttigieg nasceu em Qala, Gozo, em 19 de fevereiro de 1912, o terceiro filho de Salvatore e Concetta (nascida Falzon) Buttigieg. Ele foi educado na Escola Primária do Governo, Qala (de 1916 a 1922), no Seminário de Gozo (de 1923 a 1927), no St Aloysius' College Malta (de 1928 a 1930) e na Universidade de Malta, onde se formou Bacharel em Artes em 1934, e Doutor em Direito em 1940.

#### Casamentos
Em 1944 casou-se com Censina e teve três filhos – John, Rose e Emanuel. Ela então morreu.
Em 1953 ele se casou com Connie Scicluna, que também faleceu antes dele.
Em 1975, casou-se, por último, com Margery Patterson.

## Carreira
Durante a Segunda Guerra Mundial (1942–1944), ele serviu na Força Policial de Malta como Inspetor e depois exerceu a advocacia. Em 1955, ele também atuou como magistrado interino. Ele foi repórter jurídico e redator líder do Times of Malta de 1946 a 1948, e editor do The Voice of Malta de 1959 a 1970.

## Vida Política

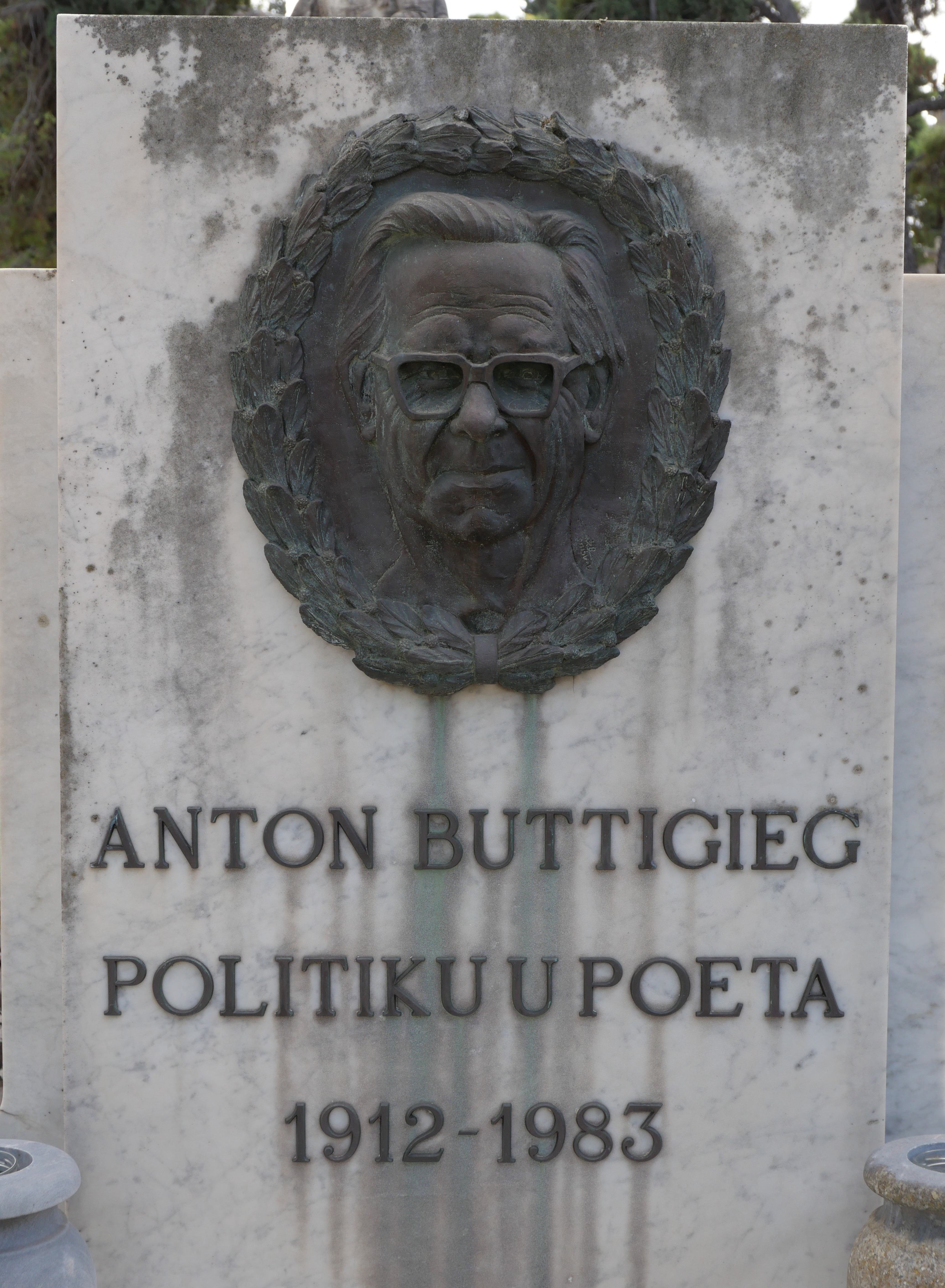
POLITIKU U POETA - Lápide de Buttigieg no Cemitério Addolorata em Paola, o maior cemitério de Malta.

Embarcou na carreira política e foi eleito pela primeira vez para a Assembleia Legislativa pelo Partido Trabalhista em 1955. Ele foi reeleito em todas as eleições subsequentes e ocupou seu assento no Parlamento até o momento de sua renúncia em outubro de 1976. De 1959 a 1961 foi presidente do Partido Trabalhista de Malta e de 1962 a 1976 seu vice-líder. Quando o atual governo assumiu o cargo em 1971, ele atuou em seu país como vice-primeiro-ministro e ministro da Justiça e Assuntos Parlamentares.
Foi delegado nas Conferências Constitucionais de Malta realizadas em Londres em 1958 e em 1964. Foi também representante na Assembleia Consultiva do Conselho da Europa (1967–1971), onde foi eleito vice-presidente (1967–1968). Em outubro de 1976, ele renunciou à Câmara dos Deputados. 

### Presidência
Em 27 de dezembro de 1976, ele foi eleito o segundo presidente de Malta para substituir Sir Anthony Mamo.

## Poesia
Buttigieg também se destacou no campo da literatura. Durante seus dias de graduação, ele foi um dos membros fundadores da 'Għaqda tal-Malti - Università' (26 de janeiro de 1931). Ele era um membro da L-Akkademja tal-Malti (Academia da Língua Maltesa).

## Prêmios
- Em 1971, ganhou o Primeiro Prêmio de Poesia do governo maltês.
- Em 1972 ganhou o prêmio Ġuzé Muscat Azzopardi de poesia.
- Em 1975, o Circolo Culturale Rhegium Julii de Reggio Calabria concedeu-lhe uma placa de prata por sua poesia.
- Em 1977 ganhou o Prêmio Internacional de Cultura Mediterrânea para Poesia, concedido pelo Centro di Cultura Mediterranea de Palermo.
- Em 1979 recebeu o Primeiro Prêmio e o Diploma Especial de Poesia na Primeira Categoria do Centro Culturale Artístico Letterario – Città di Brindisi .
- Em 1979, ele ganhou o 1º prêmio do Malta Literary Award pelo primeiro volume de sua autobiografia Toni tal-Baħri ( Toni, the Seaman's Son, publicado em 1978).

## Publicações

### Poesia lírica
- Mill-Gallarija ta' Żgħożiti ( Da varanda da minha juventude ; 1949)
- Fanali bil-Lejl ( Lâmpadas na noite ; 1949)
- Fl-Arena ( Na Arena ; 1970)
- Ballati Maltin ( Maltese Ballads ; 1973)
- Il Mare di Malta ( O Mar de Malta, uma seleção de poemas escritos em italiano em 1974)
- Il-Għanja tas-Sittin ( A Canção dos Sessenta Anos ; 1975)
- The Lamplighter - poemas traduzidos para o inglês (1977)
- Qabs el Mosbah - poemas traduzidos para o árabe (1978)
- Poeżiji Miġbura – L-ewwel Volum: os dois primeiros livros, From the Balcony of my Youth e Lamps in the Night, foram publicados em 1978 em um volume sob o título Collected Poems

### Poesia humorística
- Ejjew nidħku ftit (Vamos rir um pouco; 1963)
- Ejjew nidħku ftit ieħor (Vamos rir um pouco mais; 1966)

### Haiku e tanka
Il-Muża bil-Kimono (A musa em quimono); foi traduzido para japonês e inglês em 1968